# 粉碎姑蘇臺

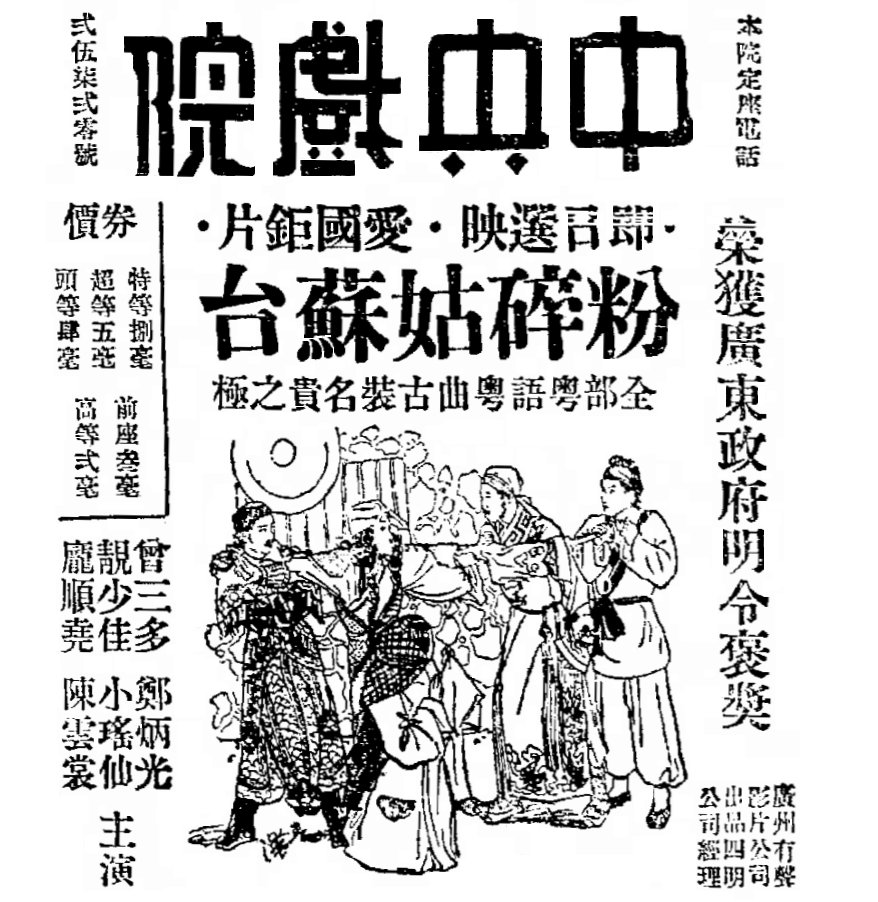
廣州有聲影片公司出品香艷古裝稗史粵語歌唱片《唐宮綺夢》在1936年6月6日（星期六），香港中環皇后大道中270-276號中央戲院公映廣告。

《粉碎姑蘇臺》乃一部由粵劇編劇家任護花為粵劇乾班『勝壽年班』編撰的舞臺粵劇，根據《吳越春秋》的故事編寫。由於大受歡迎，被『廣州聲片公司』聘請『勝壽年班』的五位主要男演員：武生曾三多、小武靚少佳、丑生龐順堯、反串男花旦林超群、武生鄭炳光，聯同有『生藕皇后』之稱的當時得令艷星陸小仙、陳雲裳、粵劇花旦何芙蓮、冼碧根、鄭炳光、曹偉川、任護花等聯合演出，片裡並有多場由百多名美女跳艷舞鏡頭，此片乃『廣州聲片公司』的第二齣電影出品。此片以指桑罵槐來諷刺日本侵略中國，被認為屬愛國電影，被廣東省『廣州戲劇審查委員會』特別明令褒獎，授以『喚起愛國雄心』的獎狀。

## 電影本事
吳國戰勝越國，越王勾踐被俘，臥薪嘗膽，誓雪國恥！奸雄范蠡獻美人計，以妓女西施、鄭旦來迷惑荒淫無道的吳王夫差，終於傾覆其根據地姑蘇臺。

## 演員表
- 陸小仙飾演西施
- 曾三多飾演越王勾踐
- 陳雲裳飾演越國妖后劉氏
- 靚少佳飾演范蠡
- 龐順堯飾演吳王夫差

## 放映資料
- 廣州
  - 新華戲院、中華戲院
- 香港
  - 1936年6月6日（星期六）至1936年6月10日（星期三），香港中環 皇后大道中中央戲院公映。
- 新加坡
  - 1936年11月29日（星期日）在『新世界遊藝場』內的大光戲院（Grand Theatre）及余東璇街（Eu Tong Sen Street）皇宮戲院同時開映。
- 馬來西亞霹靂州安順
  - 1937年2月11日（星期四），農曆丁丑牛年正月大年初一在鑽石戲院開映。
- 加拿大卑詩省溫哥華
  - 1951年10月14日（星期日），在喜士定街25號叻士戲院（Rex Theatre）重映[4]。

## 其它姊妹作品
- 時裝粵語喜劇《怕老婆》，蛇仔利、牡丹蘇、黎鳳緣合演。
- 香艷歷史古裝唐朝宮闈稗史《唐宮綺夢》，陳雲裳、孔雀、冼碧根合演。

## 外部連結
- YouTube上的廣州粵語歷史歌唱片《粉碎姑蘇臺》的本事